# SN 2007fp
SN 2007fp – supernowa typu II odkryta 26 lutego 2007 roku w galaktyce NGC 3340. W momencie odkrycia miała maksymalną jasność 16,30m.